# レイモンド・オディエルノ
“レイ”レイモンド・トーマス・オディエルノ（Raymond Thomas "Ray" Odierno, 1954年9月8日 - 2021年10月8日）は、第38代陸軍参謀総長を務めたアメリカ陸軍の退役軍人。

## 人物
オディエルノ大将は、ニュージャージー州ロッカウェイで誕生し、モリスヒルズ高校で学び、その後アメリカ陸軍士官学校に入校した。1976年6月に理工学の学士号を取得し、ノースカロライナ州立大学で学び、原子力工学の学士号と、理学の修士号を取得した。次いで、アメリカ海軍戦争大学校で国家安全保障学の修士号を取得した。2012年にはノースカロライナ州立大学から人文学博士号を取得した。
ライス国務長官のもとで統合参謀本部所属の上級軍事補佐官（2004年11月3日 - 2006年）、
第3軍団司令官（2006年 - 2008年）、イラク駐留アメリカ軍司令官（2008年 - 2010年）、統合戦力軍司令官（2010年10月 - 2011年8月）などを歴任し、2011年9月7日に、統合参謀本部議長に就任したマーティン・デンプシー陸軍大将の後任として、第38代陸軍参謀総長に就任し、2015年8月に退役した。
退役後は、2015年9月1日付けで、JP Morgan Chaseの危機管理担当上級顧問に就任（Wall Street Journal）。

## 経歴

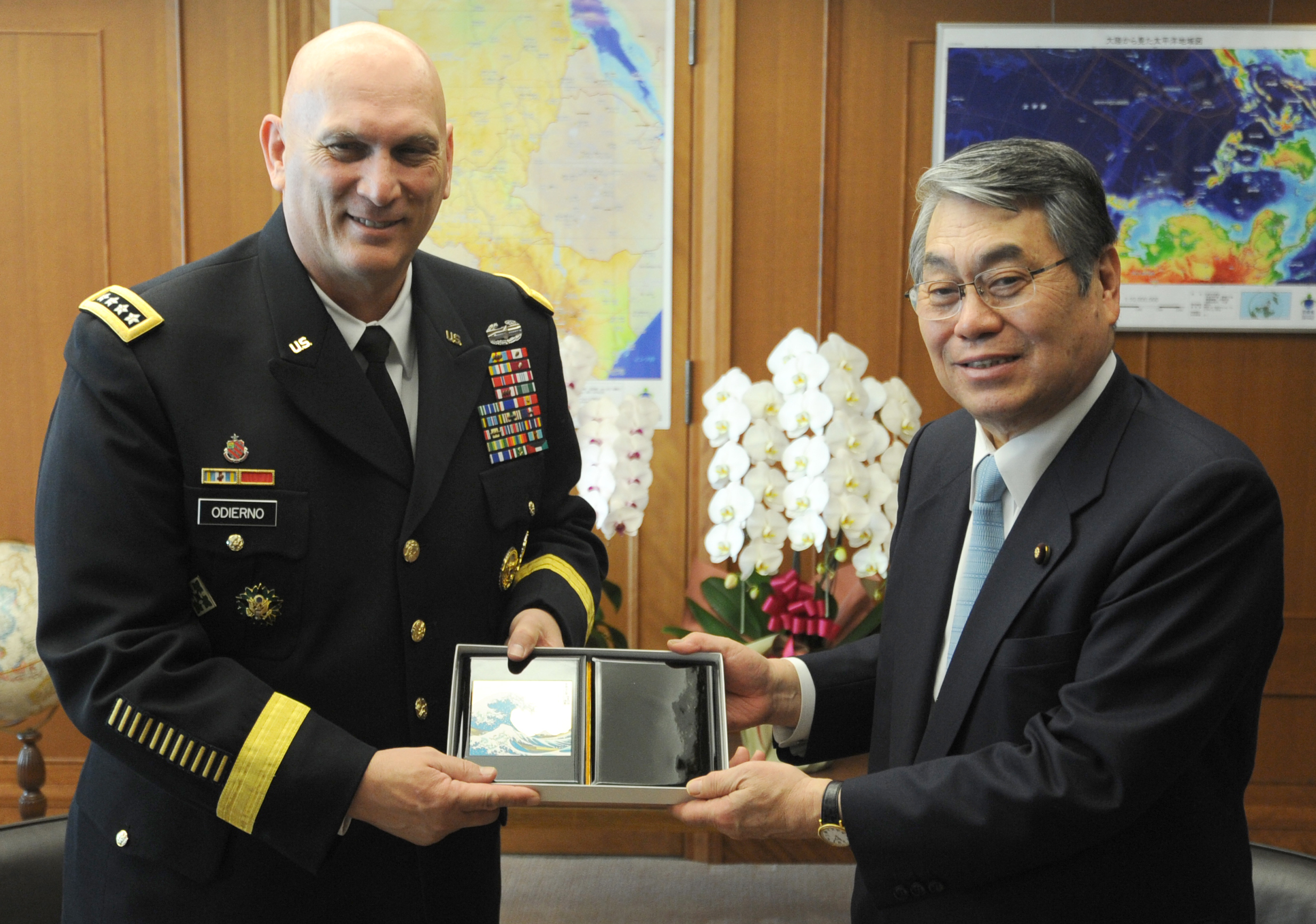
2012年1月19日、来日した米陸軍参謀総長・オディエルノ将軍に記念品を贈呈する田中直紀防衛大臣（第10代）

アメリカ陸軍士官学校 - 1976年卒業
| 階級 | 昇進年月日    |
| ---- | ------------- |
| 少尉 | 1976年6月2日  |
| 中尉 | 1978年6月2日  |
| 大尉 | 1980年8月1日  |
| 少佐 | 1986年12月1日 |
| 中佐 | 1992年2月1日  |
| 大佐 | 1995年9月1日  |
| 准将 | 1999年7月1日  |
| 少将 | 2002年11月1日 |
| 中将 | 2005年1月1日  |
| 大将 | 2008年9月16日 |

## 私生活
オディエルノには、3人の子供と4人の孫がいる。長男のトニーは、ダニエラと結婚し、長女のケイティは、ニック・ファンクと結婚し、次男のマイクは独身である。トニー・オディエルノは大尉としてイラクに派遣された際にロケット推進砲による攻撃を受け、左腕を失い、軍を除隊している。